# Dancing Bear
Dancing Bear je hrvatska diskografska kuća osnovana 1990. godine u Zagrebu. Tvrtka nudi usluge naklade, distribucije i od 2005. godine snimanja zvučnih zapisa.

## Dancing Bear Naklada
Dancing Bear se ovom djelatnošću počeo baviti 2004. godine. Direktorica je Ivana Varga, a glavna djelatnost je posredovanje u trgovini raznovrsnim proizvodima.
Dancing Bear Naklada usko surađuje s producentima filmova i serija, te omogućuje da glazba domaćih i stranih autora, bude dijelom mnogih hrvatskih i inozemnih filmova, serija, od Brazila preko Njemačke, Austrije do Poljske i mnogih drugih. Katalog domaćih izvođača sadrži veliki broj poznatih i manje poznatih djela (oko 1000), a ujedno se štite skladbe mnogih autora poput Marijana Brkića, Crooks & Straights, Denisa Dumančića, Ibrice Jusića, Jamesa Nighta, Ive Jagnjića, Bambi Molestersa, Dina Dvornika, Srđana Sekulovića Skansija, Milutina Vandekara, Mire Dupelj, Elle Dvornik i drugih.
Od 2005. godine Dancing Bear je podnakladnik i zastupnik za američku diskografsku kuću Warner/Chappell Music na području regije te s time istovremeno zastupa autore Dancing Bear Naklade u cijelom svijetu.
Tvrtka Dancing Bear također posjeduje CD Shop-ove u Gundulićevoj ulici u Zagrebu, u Dioklecijanovoj ulici u Splitu, te u osječkom pothodniku na središnjem, novo uređenom Trgu Ante Starčevića u Osijeku. CD shop koji se nalazio u Varaždinu je zatvoren.

## Izvođači (strani i domaći)
Katalog Dancing Bear sadrži skoro 3000 raznih domaćih i inozemnih izvođača. Neki od njih su:
AC/DC, Johann Sebastian Bach, Bee Gees, sastav Boa, Marijan Brkić, Johnny Cash, Eric Clapton, Crooks & Straights, Daleka Obala, Deep Purple, Dino Dvornik, Elton John, Aretha Franklin, Green Day Gustafi, Hladno pivo, Jethro Tull, Ibrica Jusić, Led Zeppelin, Leteći odred, Madonna, Majke, Darko Rundek i još mnogi drugi.